# روبرتو نیکولاس ساچدو
روبرتو نیکولاس ساچدو (انگلیسی: Roberto Nicolás Saucedo؛ زادهٔ ۸ ژانویهٔ ۱۹۸۲) بازیکن فوتبال اهل آرژانتین است.
از باشگاه‌هایی که در آن بازی کرده‌است می‌توان به باشگاه فوتبال نیولز اولد بویز و باشگاه فوتبال آرژانتینوس جونیورز اشاره کرد.